# NBK Tower
La Torre NBK es un rascacielos de 300 metros en la ciudad de Kuwait, Kuwait. 

## Características
Con 61 pisos y 300 metros de altura, es el segundo edificio más alto del país, después de la Al Hamra Tower. Los trabajos comenzaron en 2011 y se completaron en 2019.
Fue diseñado por el estudio de arquitectura Foster and Partners. Lleva el nombre de su propietario, el Banco Nacional de Kuwait. 